# China Baowu Steel Group
China Baowu Steel Group, anciennement Baosteel (Baoshan Iron & Steel, chinois simplifié : 上海宝钢集团公司 ; chinois traditionnel : 上海寶鋼集團公司 ; pinyin : Shànghǎi Bǎogāng Jítuán Gōngsī) est le plus grand fabricant d'acier mondial.
Son siège social se situe en banlieue de le district de Baoshan, à Shanghai. L'effectif total est proche de 200 000 personnes. L'entreprise est dirigée par Ai Baojun. C'est une entreprise publique. En 2019, l'entreprise devient le premier fabricant mondial d'acier, devant Arcelor-Mittal.

## Histoire
En juillet 1993, Shanghai Baoshan Steel General Works devient Baoshan Iron & Steel Group Corporation.
En novembre 1998, Shanghai Metallurgical Holding Group et Nanjing Meishan Steel fusionnent. L'ensemble créé devient Baosteel Group.
En 2007, Baosteel annonce l'acquisition d'une participation de 69,61 % dans Xinjiang Bayi, une entreprise sidérurgique chinoise, pour 128 millions de dollars.
En 2008, il occupait le 7e rang mondial par son volume de production. En juin 2008, Baosteel annonce l'acquisition d'une participation de 51 % dans Shaoguan Iron and Steel pour 4,2 milliards de dollars.
En mai 2014, Baosteel et Aurizon lancent une OPA commune de 1,3 milliard de dollars, sur l'entreprise minière australienne Aquila.
En juin 2016, Baosteel et Wuhan Iron and Steel, tous les deux détenus par l'État chinois, démarrent un processus de restructuration commun, pouvant potentiellement induire une fusion de leurs activités à terme,,. En septembre 2016, Baosteel annonce l'acquisition de Wuhan Iron and Steel, essentiellement par échange d'actions. La fusion des deux groupes est faite début décembre 2016, donnant naissance à une nouvelle entité nommée Baowu Steel Group. 
En mai 2019, Baowu annonce l'acquisition d'une participation de 51 % dans  Magang Group, ainsi qu'une participation de 45,5 % dans Maanshan Iron and Steel.
En août 2020, Baowu annonce l'acquisition d'une participation de 51 % dans Taiyuan Iron & Steel, également une entreprise étatique chinoise, cette participation a une valeur de 2,1 milliards de dollars.
En 2020, l'entreprise devient le plus grand producteur d'acier mondial, avec 115,29 millions de tonnes d'acier. Elle suplante ArcelorMittal qui produit 78,46 millions de tonnes,.
En février 2024, le groupe parvient à lever 1,4 milliard de dollars grâce à un emprunt obligataire à taux fixe sur trois ans assorti d’un coupon de 2,45 %, dans le but d'investir en Guinée dans le gisement de Simandou pour pallier les dépenses d’exploitation des blocs nord de la plus grande réserve identifiée au monde de minerai de fer.